# Брадфорд (Арканзас)
Брадфорд (англ. Bradford) — місто (англ. city) в США, в окрузі Вайт штату Арканзас. Населення — 678 осіб (2020).

## Географія
Брадфорд розташований на висоті 78 метрів над рівнем моря за координатами 35°25′20″ пн. ш. 91°27′21″ зх. д. / 35.42222° пн. ш. 91.45583° зх. д. (35.422275, -91.455711). За даними Бюро перепису населення США в 2010 році місто мало площу 2,29 км², уся площа — суходіл.

## Демографія
Згідно з переписом 2010 року, у місті мешкало 759 осіб у 322 домогосподарствах у складі 204 родин. Густота населення становила 332 особи/км². Було 409 помешкань (179/км²).
Расовий склад населення:
| - 95,8 % — білих - 1,3 % — чорних або афроамериканців - 0,7 % — корінних американців |

До двох чи більше рас належало 2,1 %. Іспаномовні складали 0,7 % від усіх жителів.
За віковим діапазоном населення розподілялося таким чином: 22,4 % — особи молодші 18 років, 58,2 % — особи у віці 18—64 років, 19,4 % — особи у віці 65 років та старші. Медіана віку мешканця становила 41,0 року. На 100 осіб жіночої статі у місті припадало 86,0 чоловіків; на 100 жінок у віці від 18 років та старших — 86,4 чоловіків також старших 18 років.
Середній дохід на одне домашнє господарство становив 38 311 долар США (медіана — 28 125), а середній дохід на одну сім'ю — 46 387 доларів (медіана — 39 000). За межею бідності перебувало 29,9 % осіб, у тому числі 43,6 % дітей у віці до 18 років та 29,9 % осіб у віці 65 років та старших.
Цивільне працевлаштоване населення становило 300 осіб. Основні галузі зайнятості: роздрібна торгівля — 27,3 %, освіта, охорона здоров'я та соціальна допомога — 21,7 %, виробництво — 13,0 %, сільське господарство, лісництво, риболовля — 7,7 %.
За даними перепису населення 2000 року в Брадфордомі мешкало 800 осіб, 222 родини, налічувалося 351 домашнє господарство і 399 житлових будинків. Середня густота населення становила близько 444 осіб на один квадратний кілометр. расовий склад Брадфорда за даними перепису розподілився таким чином: 98,75 % білих, 0,12 % — чорних або афроамериканців, 0,62 % — корінних американців, 0,25 % — представників змішаних рас, 0,25 % — інших народностей. Іспаномовні склали 1,38 % від усіх жителів міста.
З 351 домашніх господарств в 25,9 % — виховували дітей віком до 18 років, 43,3 % представляли собою подружні пари, які спільно проживали, в 15,1 % сімей жінки проживали без чоловіків, 36,5 % не мали сімей. 32,2 % від загального числа сімей на момент перепису жили самостійно, при цьому 17,4 % склали самотні літні люди у віці 65 років та старше. Середній розмір домашнього господарства склав 2,28 осіб, а середній розмір родини — 2,83 осіб.
Населення міста за віковим діапазоном за даними перепису 2000 року розподілилося таким чином: 23,5 % — жителі молодше 18 років, 9,3 % — між 18 і 24 роками, 25,3 % — від 25 до 44 років, 21,3 % — від 45 до 64 років і 20,8 % — у віці 65 років та старше. Середній вік мешканця склав 39 років. На кожні 100 жінок в Брадфордомі припадало 88,7 чоловіків, у віці від 18 років та старше — 83,8 чоловіків також старше 18 років.
Середній дохід на одне домашнє господарство в місті склав 22 381 долар США, а середній дохід на одну сім'ю — 29 479 доларів. При цьому чоловіки мали середній дохід в 24 400 доларів США на рік проти 18 214 доларів середньорічного доходу у жінок. Дохід на душу населення в місті склав 12 953 долари на рік. 8,4 % від усього числа сімей в окрузі і 18,7 % від усієї чисельності населення перебувало на момент перепису населення за межею бідності, при цьому 23,3 % з них були молодші 18 років і 14,9 % — у віці 65 років та старше.